# Glencoeleberis armata
Glencoeleberis armata är en kräftdjursart som beskrevs av Jellinek och Swanson 2003. Glencoeleberis armata ingår i släktet Glencoeleberis och familjen Trachyleberididae. Inga underarter finns listade i Catalogue of Life.